# 大市場行銷
大市場行銷（英語：Megamarketing）是美國市场营销學者菲利普·科特勒創造的一個術語，描述當需要管理公司外部環境要素時所需的行銷活動類型（比如政府、媒體、壓力團體等）以及行銷變數；科特勒建議，在营销组合中必須再增加兩個P：公共关系（Public relations）和權力（Power）。

## 外部連結
- hbr.org/1986/03/megamarketing
- www.marketing-schools.org/types-of-marketing/mega-marketing.html